# Põlva
Põlva (historisk tysk: Pölwe eller Pölwa) er en by i det sydøstlige Estland. Byen har et indbyggertal på 5.498 (2024).